# Deutsche Leichtathletik-Meisterschaften 1965/Resultate
Der Hauptteil der Wettbewerbe bei den 65. Deutschen Leichtathletik-Meisterschaften wurde vom 6. bis 8. August 1965 einschl. des Marathonlaufs im Duisburger Wedaustadion ausgetragen.
In der hier vorliegenden Auflistung werden die in den verschiedenen Wettbewerben jeweils ersten sechs platzierten Leichtathletinnen und Leichtathleten aufgeführt. Eine Übersicht mit den Medaillengewinnerinnen und -gewinnern sowie einigen Anmerkungen zu den Meisterschaften findet sich unter dem Link Deutsche Leichtathletik-Meisterschaften 1965.
Wie immer gab es zahlreiche Disziplinen, die zu anderen Terminen an anderen Orten stattfanden – in den folgenden Übersichten jeweils konkret benannt.
Hier die ausführlichen Ergebnislisten der Meisterschaften:

## Meisterschaftsresultate Männer

### 100 m
| Platz | Athlet, Verein                                | Zeit (s) |
| ----- | --------------------------------------------- | -------- |
| 1     | Manfred Knickenberg (Wuppertaler SV)          | 10,3     |
| 2     | Fritz Obersiebrasse (TSV Bayer 04 Leverkusen) | 10,5     |
| 3     | Wolfgang Ziegler (1. FC Kaiserslautern)       | 10,6     |
| 4     | Josef Schwarz (Post-SV München)               | 10,6     |
| 5     | Dieter Enderlein (SV Salamander Kornwestheim) | 10,7     |
| 6     | Peter Gamper (SV Salamander Kornwestheim)     | 10,8     |

Datum: 7. August

### 200 m
| Platz | Athlet, Verein                        | Zeit (s) |
| ----- | ------------------------------------- | -------- |
| 1     | Josef Schwarz (Post-SV München)       | 21,1     |
| 2     | Martin Jellinghaus (1. FC Nürnberg)   | 21,5     |
| 3     | Hans Reinermann (OSV Hörde)           | 21,7     |
| 4     | Helmut Lang (ASC Darmstadt)           | 21,8     |
| 5     | Fritz Roderfeld (Rot-Weiß Oberhausen) | 21,9     |
| 6     | Horst Haßlinger (TV 1860 Fürth)       | 21,9     |

Datum: 7. August

### 400 m
| Platz | Athlet, Verein                            | Zeit (s) |
| ----- | ----------------------------------------- | -------- |
| 1     | Jens Ulbricht (SV St. Georg 1895 Hamburg) | 47,5     |
| 2     | Jürgen Kalfelder (1. FC Nürnberg)         | 48,0     |
| 3     | Rainer Kunter (Schwarz-Weiß Essen)        | 48,0     |
| 4     | Werner Thiemann (1. FC Nürnberg)          | 48,1     |
| 5     | Manfred Hanika (ASC Darmstadt)            | 48,4     |
| 6     | Christian Hoyer (SCC Berlin)              | 48,5     |

Datum: 8. August

### 800 m
| Platz | Athlet, Verein                             | Zeit (min) |
| ----- | ------------------------------------------ | ---------- |
| 1     | Franz-Josef Kemper (Preußen Münster)       | 1:50,1     |
| 2     | Dirk von Maltitz (ASC Darmstadt)           | 1:51,0     |
| 3     | Jörg Balke (Polizei SV Berlin)             | 1:51,2     |
| 4     | Arnd Krüger (CSV Marathon 1910 Krefeld)    | 1:51,7     |
| 5     | Jochen Vollbehr (Holstein Kiel)            | 1:51,9     |
| 6     | Herbert Missalla (TSV Bayer 04 Leverkusen) | 1:52,0     |

Datum: 8. August

### 1500 m
| Platz | Athlet, Verein                    | Zeit (min) |
| ----- | --------------------------------- | ---------- |
| 1     | Bodo Tümmler (SCC Berlin)         | 3:45,6     |
| 2     | Harald Norpoth (Preußen Münster)  | 3:45,8     |
| 3     | Klaus Prenner (FSV Frankfurt)     | 3:48,0     |
| 4     | Wolfgang Zur (Rot-Weiß Wuppertal) | 3:48,6     |
| 5     | Manfred Lubba (Recklinghäuser LC) | 3:49,6     |
| 6     | Volker Panzer (TSV Unterhaching)  | 3:49,7     |

Datum: 8. August

### 5000 m
| Platz | Athlet, Verein                             | Zeit (min) |
| ----- | ------------------------------------------ | ---------- |
| 1     | Werner Girke (VfL Wolfsburg)               | 14:13,8    |
| 2     | Günter Bretag (SV Polizei Hamburg)         | 14:14,2    |
| 3     | Gottfried Arnold (ASC Darmstadt)           | 14:15,0    |
| 4     | Heinz-Gerd Döhrmann (TSV Bayer Leverkusen) | 14:17,4    |
| 5     | Bernd-Dieter Hecht (Polizei SV Berlin)     | 14:20,2    |
| 6     | Lutz Krausse (VfL Wolfsburg)               | 14:23,4    |

Datum: 8. August

### 10.000 m
| Platz | Athlet, Verein                    | Zeit (min) |
| ----- | --------------------------------- | ---------- |
| 1     | Lutz Philipp (LBV Phönix Lübeck)  | 29:34,2    |
| 2     | Arno Krausse (VfL Wolfsburg)      | 29:49,0    |
| 3     | Günter Mielke (SCC Berlin)        | 29:54,6    |
| 4     | Gottfried Arnold (ASC Darmstadt)  | 30:27,6    |
| 5     | Manfred Steffny (Wuppertaler SV)  | 30:36,4    |
| 6     | Günter Nordhausen (FTSV Elmshorn) | 30:40,6    |

Datum: 6. August

### Marathon
| Platz | Athlet, Verein                                  | Zeit (h)  |
| ----- | ----------------------------------------------- | --------- |
| 1     | Lothar Reinshagen (VfL Eintracht Hagen)         | 2:23:38,6 |
| 2     | Hubert Riesner (SCC Berlin)                     | 2:24:55,6 |
| 3     | Karl-Heinz Speckmann (Preussen Krefeld)         | 2:26:00,2 |
| 4     | Franz-Wilhelm Wiggershaus (VfL Eintracht Hagen) | 2:26:14,8 |
| 5     | Karl-Heinz Sievers (Preussen Krefeld)           | 2:26:32,2 |
| 6     | Peter Axt (TV Petersberg 1909)                  | 2:27:28,6 |

Datum: 7. August

### Marathon, Mannschaftswertung
| Platz | Verein, Besetzung                                                                  | Zeit (h) |
| ----- | ---------------------------------------------------------------------------------- | -------- |
| 1     | VfL Eintracht Hagen (Lothar Reinshagen, Franz-Wilhelm Wiggershaus, Wilhelm Heuser) | 7:19:37  |
| 2     | Preussen Krefeld (Karl-Heinz Speckmann, Karl-Heinz Sievers, Hermann Tonnemann)     | 7:21:01  |
| 3     | Hamburger SV (Wolfgang Fricke, Karl-Heinz Paetow, Wilhelm-Rüdiger Böhme)           | 7:42:51  |
| 4     | TSR Olympia Wilhelmshaven (Günter Thienemann, Heinrich Arians, Artur Renner)       | 7:47:46  |
| 5     | Werder Bremen (Rudi Hein, Willy Hülsebusch, Werner Meier)                          | 7:58:35  |
| 6     | SCC Berlin (Hubert Riesner, Günter Thiele, Hermann Brecht)                         | 8:02:32  |

Datum: 7. August

### 110 m Hürden
| Platz | Athlet, Verein                              | Zeit (s) |
| ----- | ------------------------------------------- | -------- |
| 1     | Hinrich John (Hannover 96)                  | 14,4     |
| 2     | Werner Trzmiel (VfL Bochum)                 | 14,7     |
| 3     | Klaus Winter (ASV Berlin)                   | 14,8     |
| 4     | Werner Eckle (TSV 1860 München)             | 14,8     |
| 5     | Rolf Wiesennmüller (Osnabrücker Turnerbund) | 14,9     |
| 6     | Herbert Stürmer (SV Siemens Nürnberg)       | 15,0     |

Datum: 7. August

### 200 m Hürden
| Platz | Athlet, Verein                           | Zeit (s) |
| ----- | ---------------------------------------- | -------- |
| 1     | Hinrich John (Hannover 96)               | 23,4     |
| 2     | Joachim Hellmich (OSC Berlin)            | 23,6     |
| 3     | Gernot Friese (TSV Marbach)              | 24,0     |
| 4     | Klaus Lorenzen (TSV Bayer 04 Leverkusen) | 24,2     |
| 5     | Werner Hofmann (Stuttgarter Kickers)     | 24,3     |
| 6     | Rainer Thiele (TSV Verden)               | 24,3     |

Datum: 6. August

### 400 m Hürden
| Platz | Athlet, Verein                            | Zeit (s) |
| ----- | ----------------------------------------- | -------- |
| 1     | Rainer Schubert (TSV 1860 München)        | 52,2     |
| 2     | Ferdinand Haas (TSV Bayer 04 Leverkusen)  | 52,2     |
| 3     | Volker Kottmann (ASV Köln)                | 53,2     |
| 4     | Gerd Böttger (OSV Hörde)                  | 53,4     |
| 5     | Klaus Lorenzen (TSV Bayer 04 Leverkusen)  | 53,4     |
| 6     | Manfred Keusgen (TSV Bayer 04 Leverkusen) | 53,7     |

Datum: 8. August

### 3000 m Hindernis
| Platz | Athlet, Verein                           | Zeit (min) |
| ----- | ---------------------------------------- | ---------- |
| 1     | Manfred Letzerich (Eintracht Wiesbaden)  | 8:41,8     |
| 2     | Helmut Neumann (ASC Darmstadt)           | 8:43,6     |
| 3     | Ralph Hesse (DJK Würzburg)               | 8:52,2     |
| 4     | Alfons Ida (VfL Wolfsburg)               | 8:56,4     |
| 5     | Ludwig Müller (KSV Hessen Kassel)        | 9:02,0     |
| 6     | Horst Blattgerste (TSV Bayer Leverkusen) | 9:05,4     |

Datum: 8. August

### 4 × 100 m Staffel
| Platz | Verein, Besetzung                                                                              | Zeit (s) |
| ----- | ---------------------------------------------------------------------------------------------- | -------- |
| 1     | SV Salamander Kornwestheim (Werner Müller, Peter Gamper, Dieter Enderlein, Hans-Jürgen Felsen) | 40,6     |
| 2     | TSV Bayer 04 Leverkusen I (Rudolf Sundermann, Manfred Schäfers, Bender, Fritz Obersiebrasse)   | 41,1     |
| 3     | DJK Eintracht 09 Bonn (Rolf Tempelhoff, Hanno Reineck, Uwe Plachetka, Armin Rosch)             | 41,3     |
| 4     | TSV Bayer 04 Leverkusen II (Merznich, Jürgen Schneider, Herbert Disselhoff, Jürgen Schüttler)  | 41,3     |
| 5     | TV 1860 Fürth (Horst Diebel, Volker Stöckel, Horst Haßlinger, Sven Oberhof)                    | 41,4     |
| 6     | 1. FC Kaiserslautern (Dieter Krabler, Ziegler, Helge Schrom, Klaus Mainka)                     | 41,5     |

Datum: 8. August

### 4 × 400 m Staffel
| Platz | Verein, Besetzung                                                                 | Zeit (min) |
| ----- | --------------------------------------------------------------------------------- | ---------- |
| 1     | ASC Darmstadt (Dirk von Maltitz, Manfred Hanika, Fritz Roth, Wilfried Braun)      | 3:11,6     |
| 2     | Wuppertaler SV (Werner Corts, Johannes Kaiser, Klaus Wengoborski, Manfred Kinder) | 3:12,8     |
| 3     | LV Menden (Günter Wältermann, Grabitz, Knaak, Beringhoff)                         | 3:14,4     |
| 4     | Karlsruher SC (Dietmar Oeder, Siegfried König, Gerhard Hennige, Gerhard Stegmann) | 3:14,7     |
| 5     | SV St. Georg 1895 Hamburg (Dorau, Isermann, Harm Bredemeier, Jens Ulbricht)       | 3:15,3     |
| 6     | Rot-Weiß Koblenz (Heinz Hofmann, Peter Brühl, Jörg Rohrer, Lothar Hirsch)         | 3:21,2     |

Datum: 8. August

### 3 × 1000 m Staffel
| Platz | Verein, Besetzung                                                         | Zeit (min) |
| ----- | ------------------------------------------------------------------------- | ---------- |
| 1     | SCC Berlin I (Gerhard Kopp, Horst Milde, Bodo Tümmler)                    | 7:13,8     |
| 2     | Polizei SV Berlin (Bernd-Dieter Hecht, Klaus Lehmann, Jörg Balke)         | 7:16,8     |
| 3     | Hamburger SV (Dieter Lange, Hubert Rothärmel, Wolf-Jochen Schulte-Hillen) | 7:19,8     |
| 4     | ASC Darmstadt (Meyer, Schwebel, Wolfgang Schöll)                          | 7:24,8     |
| 5     | Hannover 96 (Heinrich Hillermann, Günther Tiller, Kamp)                   | 7:27,2     |
| 6     | SCC Berlin II (Schulze, Heinz Lehmann, Radmer)                            | 7:29,0     |

Datum: 6. August

### 20-km-Gehen
| Platz | Athlet, Verein                           | Zeit (h)  |
| ----- | ---------------------------------------- | --------- |
| 1     | Hannes Koch (Hannover 96)                | 1:36:59,4 |
| 2     | Gerhard Weidner (TSV Salzgitter)         | 1:37:40,0 |
| 3     | Bernhard Nermerich (Eintracht Frankfurt) | 1:37:59,0 |
| 4     | Kurt Schreiber (Post-SV Tübingen)        | 1:38:25,0 |
| 5     | Gerd Schuth (Eintracht Frankfurt)        | 1:38:45,0 |
| 6     | Hans-Jürgen Paul (Hannover 96)           | 1:39:44,0 |

Datum: 6. August

### 20-km-Gehen, Mannschaftswertung
| Platz | Verein, Besetzung                                                      | Zeit (h)  |
| ----- | ---------------------------------------------------------------------- | --------- |
| 1     | Eintracht Frankfurt I (Bernhard Nermerich, Gerd Schuth, Claus Bartels) | 5:00:55,0 |
| 2     | Hannover 96 (Hannes Koch, Hans-Jürgen Paul, Erich Rodermund)           | 5:03:17,2 |
| 3     | Post-SV Tübingen (Kurt Schreiber, Reinhard Hergesell, Rolf Baur)       | 5:10:56,4 |
| 4     | TSV Salzgitter (Gerhard Weidner, Karl-Heinz Pape, Leidecker)           | 5:13:40,8 |
| 5     | Meidericher SV (H.-A. Staubach, Lehnen, Herbert Staubach)              | 5:16:35,0 |
| 6     | Eintracht Frankfurt II (Julius Müller, Siegmut Halboth, Geib)          | 5:17:26,0 |

Datum: 6. August

### 50-km-Gehen
| Platz | Athlet, Verein                    | Zeit (h)  |
| ----- | --------------------------------- | --------- |
| 1     | Karl-Heinz Pape (TSV Salzgitter)  | 4:27:12,8 |
| 2     | Hannes Koch (Hannover 96)         | 4:33:12,6 |
| 3     | Gerhard Weidner (TSV Salzgitter)  | 4:34:40,2 |
| 4     | Hans-Jürgen Paul (Hannover 96)    | 4:41:48,6 |
| 5     | Kurt Schreiber (Post-SV Tübingen) | 4:52:59,0 |
| 6     | Werner Hupfeld (ACT Kassel)       | 4:54:56,0 |

Datum: 19. September
fand in Bietigheim statt

### 50-km-Gehen, Mannschaftswertung
| Platz | Verein, Besetzung                                              | Zeit (h)   |
| ----- | -------------------------------------------------------------- | ---------- |
| 1     | Hannover 96 (Hannes Koch, Hans-Jürgen Paul, Erich Rodermund)   | 14:19:25,2 |
| 2     | TSV Salzgitter (Karl-Heinz Pape, Gerhard Weidner, Ulrich Milz) | 14:52:52,8 |
| 3     | Post-SV Tübingen (Kurt Schreiber, Rolf Baur, Gerhard Simon)    | 14:55:46,2 |
| 4     | SV Friedrichsgabe (Gerd Nickel, Uwe Ermisch, Binner)           | 15:39:46,2 |
| 5     | Meidericher SV (Staubach, Lehnen, Werner Schmitz)              | 15:41:35,2 |
| 6     | Aplerbecker SC 09 (M. Felsmann, W. Felsmann, Schmidt)          | 16:06:57,8 |

Datum: 19. September
fand in Bietigheim statt

### Hochsprung
| Platz | Athlet, Verein                               | Höhe (m) |
| ----- | -------------------------------------------- | -------- |
| 1     | Wolfgang Schillkowski (TB Wülfrath)          | 2,09     |
| 2     | Ingomar Sieghart (TSV 1860 München)          | 2,09     |
| 3     | Gunther Spielvogel (TSV Bayer 04 Leverkusen) | 2,00     |
| 4     | Wolfgang Spinnler (USC Mainz)                | 1,95     |
| 5     | Helmut Grolmann (Rot-Weiß Oberhausen)        | 1,90     |
| 6     | Kurt Milleck (ABC Ludwigshafen)              | 1,85     |
| 6     | Manfred Preiß (Eintracht Frankfurt)          | 1,85     |
| 6     | Peter Riebensahm (USC Mainz)                 | 1,85     |
| 6     | Horst Schmidt (Eintracht Frankfurt)          | 1,85     |

Datum: 8. August

### Stabhochsprung
| Platz | Athlet, Verein                               | Höhe (m) |
| ----- | -------------------------------------------- | -------- |
| 1     | Wolfgang Reinhardt (TSV Bayer 04 Leverkusen) | 4,85     |
| 2     | Wolfgang Pinder (SV Salamander Kornwestheim) | 4,60     |
| 3     | Klaus Lehnertz (KSV Hessen Kassel)           | 4,60     |
| 4     | Reiner Liese (KSV Hessen Kassel)             | 4,40     |
| 5     | Peter Tippelt (VfL Sindelfingen)             | 4,40     |
| 6     | Rainer Arend (Eintracht Duisburg)            | 4,40     |

Datum: 7. August

### Weitsprung
| Platz | Athlet, Verein                               | Weite (m) |
| ----- | -------------------------------------------- | --------- |
| 1     | Jörg Jüttner (VfL Wolfsburg)                 | 7,69      |
| 2     | Hans-Helmut Trense (Holstein Kiel)           | 7,66      |
| 3     | Hermann Latzel (OSV Hörde)                   | 7,53      |
| 4     | Armin Baumert (TSV Bayer 04 Leverkusen)      | 7,42      |
| 5     | Michael Sauer (USC Mainz)                    | 7,28      |
| 6     | Herbert Disselhoff (TSV Bayer 04 Leverkusen) | 7,28      |

Datum: 8. August

### Dreisprung
| Platz | Athlet, Verein                      | Weite (m) |
| ----- | ----------------------------------- | --------- |
| 1     | Michael Sauer (USC Mainz)           | 16,01     |
| 2     | Hans-Jörg Müller (ATSV Saarbrücken) | 15,54     |
| 3     | Günter Krivec (Moerser TV)          | 15,32     |
| 4     | Dieter Weirich (VfR Simmern)        | 14,98     |
| 5     | Martin Latsch (TV Kierspe)          | 14,97     |
| 6     | Günter Zeiß (KSV Hessen Kassel)     | 14,78     |

Datum: 7. August

### Kugelstoßen
| Platz | Athlet, Verein                             | Weite (m) |
| ----- | ------------------------------------------ | --------- |
| 1     | Werner Heger (USC Heidelberg)              | 18,01     |
| 2     | Heinfried Birlenbach (Sportfreunde Siegen) | 17,80     |
| 3     | Traugott Glöckler (USC Heidelberg)         | 17,35     |
| 4     | Josef Klik (KSV Hessen Kassel)             | 16,99     |
| 5     | Wolfgang Reiß (Osnabrücker TV)             | 16,48     |
| 6     | Peter Kersting (TSV Bayer 04 Leverkusen)   | 16,24     |

Datum: 7. August

### Diskuswurf
| Platz | Athlet, Verein                     | Weite (m) |
| ----- | ---------------------------------- | --------- |
| 1     | Jens Reimers (Rot-Weiß Oberhausen) | 55,81     |
| 2     | Hein-Direck Neu (USC Mainz)        | 52,33     |
| 3     | Josef Klik (KSV Hessen Kassel)     | 50,77     |
| 4     | Dirk Wippermann (ATV Düsseldorf)   | 50,28     |
| 5     | Franz Koberg (Hamburger SV)        | 49,26     |
| 6     | Jan Weerda (TB Erlangen)           | 49,04     |

Datum: 8. August

### Hammerwurf
| Platz | Athlet, Verein                                 | Weite (m) |
| ----- | ---------------------------------------------- | --------- |
| 1     | Uwe Beyer (Holstein Kiel)                      | 64,86     |
| 2     | Hans Fahsl (TSV Bayer 04 Leverkusen)           | 59,55     |
| 3     | Franz-Josef Woltering (VfL Wolfsburg)          | 59,08     |
| 4     | Karl-Heinz Leverkühne (Hamburger SV)           | 58,59     |
| 5     | Lothar Matuschewski (TSV Zehlendorf 88 Berlin) | 57,74     |
| 6     | Heinz Becker (SV Saar 05 Saarbrücken)          | 57,33     |

Datum: 7. August

### Speerwurf
| Platz | Athlet, Verein                         | Weite (m) |
| ----- | -------------------------------------- | --------- |
| 1     | Rolf Herings (TSV Bayer 04 Leverkusen) | 78,41     |
| 2     | Peter Mörbel (USC Mainz)               | 78,14     |
| 3     | Jürgen Bargmann (VfL Wolfsburg)        | 75,83     |
| 4     | Eugen Stumpp (TSG Balingen)            | 75,65     |
| 5     | Hermann Salomon (USC Mainz)            | 75,36     |
| 6     | Kurt Bendlin (TSV Bayer 04 Leverkusen) | 74,79     |

Datum: 6. August

### Fünfkampf,1965er Wertung
| Platz | Athlet, Verein                          | P – offiz. Wert. | P – 85er Wert. |
| ----- | --------------------------------------- | ---------------- | -------------- |
| 1     | Horst Kley (SV Salamander Kornwestheim) | 3635             | 3753           |
| 2     | Klaus Beuschel (Polizei SV Berlin)      | 3608             | 3532           |
| 3     | Helmut Plaat (VfL Wolfsburg)            | 3495             | 3619           |
| 4     | Jörg Jüttner (VfL Wolfsburg)            | 3462             | 3592           |
| 5     | Günter Tidow (USC Mainz)                | 3462             | 3593           |
| 6     | Gerhard Klein (DJK Andernach)           | 3462             | 3587           |

Datum: 4. September
fand in Augsburg statt
Disziplinen des Fünfkampfs: Weitsprung, Speerwurf, 200 m, Diskuswurf, 1500 m

### Fünfkampf,1965er Wertung– Mannschaftswertung
| Platz | Verein, Besetzung                                                     | Leistung (Pkte) |
| ----- | --------------------------------------------------------------------- | --------------- |
| 1     | Polizei SV Berlin (Klaus Beuschel, Wolfgang Kardetzky, Dieter Höpcke) | 10.382          |
| 2     | VfL Wolfsburg (Helmut Plaat, Jörg Jüttner, Jürgen Kalitzki)           | 10.353          |
| 3     | SV Salamander Kornwestheim (Horst Kley, Gerhard Fichter, Bräuchle)    | 09.942          |
| 4     | Holstein Kiel (Sievers, H.-W. Müller, Gloe)                           | 09.624          |
| 5     | TuS 04 Leverkusen (Norf, Thiesse, Emenet)                             | 09.584          |
| 6     | Hamburger SV (Klose, Frey, Krantz)                                    | 0 9.509         |

Datum: 4. September
fand in Augsburg statt

### Zehnkampf,1965er Wertung
| Platz | Athlet, Verein                           | P – offiz. Wert. | P – 85er Wert. |
| ----- | ---------------------------------------- | ---------------- | -------------- |
| 1     | Kurt Bendlin (TSV Bayer 04 Leverkusen)   | 7848             | 7784           |
| 2     | Horst Beyer (VfL Wolfsburg)              | 7475             | 7314           |
| 3     | Jörg Mattheis (USC Mainz)                | 7304             | 7143           |
| 4     | Wolfgang Heise (TSV Bayer 04 Leverkusen) | 7065             | 7017           |
| 5     | Heinz Gabriel (Stuttgarter Kickers)      | 7060             | 6902           |
| 6     | Bernd Knut (TSV Bayer 04 Leverkusen)     | 7006             | 6866           |

Datum: 4./5. September
fand in Augsburg statt

### Zehnkampf,1965er Wertung– Mannschaftswertung
| Platz | Verein, Besetzung                                                   | Leistung (Pkte) |
| ----- | ------------------------------------------------------------------- | --------------- |
| 1     | TSV Bayer 04 Leverkusen (Kurt Bendlin, Wolfgang Heise, Bernd Knut)  | 22.019          |
| 2     | TSV Verden (Siegbert Rokitta, Wolfram Kowalzik, Williges)           | 19.077          |
| 3     | TG 1875 Darmstadt (Dieter Neutzsch, Günter Jarkowski, Klaus Müller) | 18.504          |
| 4     | TSV Eltingen (Burkhardt Schlott, Buch, Hartmut Bühler)              | 18.239          |
| 5     | 1. FC Nürnberg (Banz, Lippert, Grasser)                             | 18.057          |
| 6     | LG Alstertal-Garstedt (Wurl, Franz Wojaczek, Müller)                | 17.973          |

Datum: 4./5. September
fand in Augsburg statt

### WaldlaufMittelstrecke –4125m
| Platz | Athlet, Verein                            | Zeit (min) |
| ----- | ----------------------------------------- | ---------- |
| 1     | Bodo Tümmler (SCC Berlin)                 | 12:58,2    |
| 2     | Wolf-Jochen Schulte-Hillen (Hamburger SV) | 13:06,2    |
| 3     | Wolfgang Scholz (TG Witten)               | 13:11,0    |
| 4     | Volker Panzer (TSV Unterhaching)          | 13:13,6    |
| 5     | Jürgen Müller (Sportfreunde Siegen)       | 13:17,4    |
| 6     | Arno Krausse (VfL Wolfsburg)              | 13:22,0    |

Datum: 25. April
fand in Köngen statt

### WaldlaufMittelstrecke –4125m, Mannschaftswertung
| Platz | Verein, Besetzung                                                          | (Pkte)               |
| ----- | -------------------------------------------------------------------------- | -------------------- |
| 1     | VfL Wolfsburg (Arno Krausse, Alfons Ida, Werner Girke)                     | 17 (Plätze 06/7/13)  |
| 2     | Hamburger SV (Wolf-Jochen Schulte-Hillen, Dieter Lange, Karl-Heinz Paetow) | 23 (Plätze 02/11/20) |
| 3     | Polizei SV Berlin (Bernd-Dieter Hecht, Klaus Lehmann, Jörg Balke)          | 43 (Plätze 16/22/24) |
| 4     | ASC Darmstadt (Helmut Jesberg, Mayer, Knoll)                               | 43 (Plätze 12/21/23) |
| 5     | SCC Berlin (Bodo Tümmler, Heinz Lehmann, Horst Milde)                      | 46 (Plätze 01/21/44) |
| 6     | Sportfreunde Siegen (Jürgen Müller, Conrad, U. Schmidt)                    | 47 (Plätze 05/29/36) |

Datum: 25. April
fand in Köngen statt

### WaldlaufLangstrecke –9125m
| Platz | Athlet, Verein                   | Zeit (min) |
| ----- | -------------------------------- | ---------- |
| 1     | Hans Hüneke (Emmericher TV)      | 28:59,2    |
| 2     | Harald Norpoth (Preußen Münster) | 29:11,6    |
| 3     | Hans Gerlach (TSV 1860 München)  | 29:13,6    |
| 4     | Lutz Philipp (LBV Phönix Lübeck) | 29:40,2    |
| 5     | Peter Kubicki (SCC Berlin)       | 29:41,2    |
| 6     | Ralph Hesse (DJK Würzburg)       | 29:52,2    |

Datum: 25. April
fand in Köngen statt

### WaldlaufLangstrecke –9125m, Mannschaftswertung
| Platz | Verein, Besetzung                                                 | Zeit (min)           |
| ----- | ----------------------------------------------------------------- | -------------------- |
| 1     | SCC Berlin (Peter Kubicki, H. Neumann, Wolfgang Schmidt)          | 23 (Plätze 05/9/19)  |
| 2     | TSV 1860 München (Hans Gerlach, Siegfried Spreng, Manfred Sandig) | 25 (Plätze 03/16/18) |
| 3     | ASC Darmstadt (Gottfried Arnold, Helmut Neumann, Hans Hellbach)   | 35 (Plätze 08/20/22) |
| 4     | KSV Hessen Kassel (Urs Lufft, Karlheinz Bülow, Till Lufft)        | 40 (Plätze 21/21/23) |
| 5     | SV Polizei Hamburg (Günter Bretag, E. Müller, Zopf)               | 56 (Plätze 10/31/45) |
| 6     | Hamburger SV (Karl-Heinz Paetow, Fritz Stutzer, Wolfgang Fricke)  | 62 (Plätze 15/37/44) |

Datum: 25. April
fand in Köngen statt

## Meisterschaftsresultate Frauen

### 100 m
| Platz | Athletin, Verein                             | Zeit (s) |
| ----- | -------------------------------------------- | -------- |
| 1     | Erika Pollmann (FC Schalke 04)               | 12,0     |
| 2     | Renate Meyer, geb. Rose (Hannover 96)        | 12,1     |
| 3     | Hannelore Swienty (OSC Berlin)               | 12,1     |
| 4     | Kirsten Roggenkamp (TSV Siemensstadt Berlin) | 12,2     |
| 5     | Gerlinde Beyrichen (ASV Köln)                | 12,2     |
| 6     | Karin Frisch (Stuttgarter Kickers)           | 12,3     |

Datum: 7. August

### 200 m
| Platz | Athletin, Verein                             | Zeit (s) |
| ----- | -------------------------------------------- | -------- |
| 1     | Erika Pollmann (FC Schalke 04)               | 24,4     |
| 2     | Kirsten Roggenkamp (TSV Siemensstadt Berlin) | 24,4     |
| 3     | Waltraud Westphal (Marathon Krefeld)         | 25,0     |
| 4     | Ingrid Becker (LG Geseke)                    | 25,1     |
| 5     | Reinhilde Nietmann (Herner TC)               | 25,3     |
| 6     | Erika Depersdorff (TSG Bergedorf)            | 25,5     |

Datum: 8. August

### 400 m
| Platz | Athletin, Verein                                       | Zeit (s) |
| ----- | ------------------------------------------------------ | -------- |
| 1     | Antje Gleichfeld, geb. Braasch (LG Alstertal-Garstedt) | 56,1     |
| 2     | Reinhilde Nietmann (Herner TC)                         | 56,2     |
| 3     | Heidemarie Zirotzki (Meidericher SV)                   | 56,4     |
| 4     | Christine Linz (Düsseldorfer SC 99)                    | 56,4     |
| 5     | Helga Henning (Hamburger SV)                           | 57,2     |
| 6     | Anita Wörner (VTV Mundenheim)                          | 57,8     |

Datum: 7. August

### 800 m
| Platz | Athletin, Verein                                       | Zeit (min) |
| ----- | ------------------------------------------------------ | ---------- |
| 1     | Antje Gleichfeld, geb. Braasch (LG Alstertal-Garstedt) | 2:11,4     |
| 2     | Gerlinde Hefner (Regensburger Turnerschaft)            | 2:11,9     |
| 3     | Christa Luczak (VfL Wolfsburg)                         | 2:12,0     |
| 4     | Gerda Klöpfer (TV Erkheim)                             | 2:12,3     |
| 5     | Jutta von Haase (TSV Zehlendorf 88 Berlin)             | 2:17,6     |
| 6     | Irmtraud Wickel (Sportfreunde Siegen)                  | 2:17,9     |

Datum: 8. August

### 80 m Hürden
| Platz | Athletin, Verein                     | Zeit (s) |
| ----- | ------------------------------------ | -------- |
| 1     | Inge Schell (TSV 1860 München)       | 10,9     |
| 2     | Renate Balck (LG Alstertal-Garstedt) | 11,2     |
| 3     | Johanna Gaiser (TSV München-Ost)     | 11,3     |
| 4     | Ursula Wagner (MTV Braunschweig)     | 11,4     |
| 5     | Sigrid Hüttenrauch (Hamburger SV)    | 11,8     |
| 6     | Gudrun Gülck (Hamburger SV)          | 11,8     |

Datum: 8. August

### 4 × 100 m Staffel
| Platz | Verein, Besetzung                                                                                                   | Zeit (s) |
| ----- | --- | -------- |
| 1     | OSC Berlin (Erika Rybakowski, Hannelore Swienty, Renate Burgemeister, Marlies Fünfstück)                            | 46,8     |
| 2     | Hannover 96 (Renate Meyer, Anne-Kathrin Heine, Jutta Heine, Hannelore Richter)                                      | 47,5     |
| 3     | Stuttgarter Kickers (Fischer, Karin Frisch, Landthaler, Sauter)                                                     | 47,7     |
| 4     | Wuppertaler SV (Christel Dohrmann, Doris Schweimanns, Maren Knickenberg – geb. Collin, Maria Jeibmann – geb. Arenz) | 48,1     |
| 5     | MTV Braunschweig (Ursula Wagner, Edeltraud Walther, Marianne Hornburg, Marion Taut)                                 | 48,2     |
| 6     | Hamburger SV (Gerda Paetow, Helga Henning, Sigrid Hüttenrauch, Karin Schneider)                                     | 50,44    |

Datum: 8. August

### Hochsprung
| Platz | Athletin, Verein                              | Höhe (m) |
| ----- | --------------------------------------------- | -------- |
| 1     | Marlene Schmitz-Portz, geb. Mathei (ASV Köln) | 1,67     |
| 2     | Ilia Hans (Stuttgarter Kickers)               | 1,64     |
| 3     | Inge Geurtz (Eintracht Duisburg)              | 1,60     |
| 4     | Friderun Valk (Stuttgarter Kickers)           | 1,55     |
| 5     | Christel Drisch (TV Bad Orb)                  | 1,55     |
| 5     | Christa Kamphausen (Rheydter TV 1847)         | 1,55     |

Datum: 7. August

### Weitsprung
| Platz | Athletin, Verein                            | Weite (m) |
| ----- | ------------------------------------------- | --------- |
| 1     | Ursula Wittmann (SV Asselfingen)            | 6,36      |
| 2     | Helga Hoffmann (ATSV Saarbrücken)           | 6,25      |
| 3     | Dorothee Sander (TV Rees)                   | 6,09      |
| 4     | Heide Rosendahl (Schwarz-Weiß Radevormwald) | 6,00      |
| 5     | Rosita Herms (USC Mainz)                    | 5,96      |
| 6     | Maria Haas (SV Siemens Nürnberg)            | 5,90      |

Datum: 6. August

### Kugelstoßen
| Platz | Athletin, Verein                          | Weite (m) |
| ----- | ----------------------------------------- | --------- |
| 1     | Marlene Klein (TSC Euskirchen)            | 16,08     |
| 2     | Gertrud Schäfer (TSV Bayer 04 Leverkusen) | 16,06     |
| 3     | Liesel Westermann (Hannover 96)           | 15,08     |
| 4     | Sieglinde Schaupp (TSG 1846 Ulm)          | 14,67     |
| 5     | Brigitte Berendonk (USC Heidelberg)       | 14,38     |
| 6     | Elisabeth Huber (TSV Burghausen)          | 14,30     |

Datum: 6. August

### Diskuswurf
| Platz | Athletin, Verein                                    | Weite (m) |
| ----- | --------------------------------------------------- | --------- |
| 1     | Kriemhild Limberg, geb. Hausmann (Preussen Krefeld) | 52,96     |
| 2     | Liesel Westermann (Hannover 96)                     | 52,24     |
| 3     | Gertrud Schäfer (TSV Bayer 04 Leverkusen)           | 50,56     |
| 4     | Hanna Reinhold (Hannover 96)                        | 49,94     |
| 5     | Liselotte Sturm (SV Siemens Nürnberg)               | 47,67     |
| 6     | Elke Kerskens (FC 03 Süchteln)                      | 45,39     |

Datum: 7. August

### Speerwurf
| Platz | Athletin, Verein                               | Weite (m) |
| ----- | ---------------------------------------------- | --------- |
| 1     | Anneliese Gerhards, geb. Jansen (TV Lobberich) | 54,51     |
| 2     | Ameli Koloska, geb. Isermeyer (VfL Wolfsburg)  | 53,62     |
| 3     | Almut Brömmel (TSV 1860 München)               | 49,89     |
| 4     | Christa Sander (Hannover 96)                   | 49,75     |
| 5     | Anne Buchholz (TV 1860 Wesel)                  | 47,53     |
| 6     | Christa Dieckvoß (Ratzeburger SV)              | 47,34     |

Datum: 8. August

### Fünfkampf,1955er Wertung
| Platz | Athletin, Verein                                      | Leistung (Pkte) |
| ----- | ----------------------------------------------------- | --------------- |
| 1     | Renate Balck (LG Alstertal-Garstedt)                  | 4537            |
| 2     | Heide Rosendahl (Schwarz-Weiß Radevormwald)           | 4534            |
| 3     | Maria Haas, geb. Sturm (SV Siemens Nürnberg)          | 4398            |
| 4     | Hilde Schubert (SC Tegeler Forst Berlin)              | 4349            |
| 5     | Inge Geurtz (Eintracht Duisburg)                      | 4278            |
| 6     | Karin Kessler, geb. Rettmeyer (LG Alstertal-Garstedt) | 4258            |

Datum: 4./5. September
fand in Augsburg statt

### Fünfkampf,1955er Wertung– Mannschaftswertung
| Platz | Verein, Besetzung                                                                                     | Leistung (Pkte) |
| ----- | --- | --------------- |
| 1     | LG Alstertal-Garstedt (Renate Balck, Karin Kessler – geb. Rettmeyer, Antje Gleichfeld – geb. Braasch) | 13.013          |
| 2     | SV Siemens Nürnberg (Maria Haas, Liselotte Sturm, Christa Reichenberger)                              | 12.340          |
| 3     | Hamburger SV (Leonore Koch – geb. Tauer, Sigrid Hüttenrauch, Monika König)                            | 12.259          |
| 4     | ASV Berlin (Gisela Pohle, Brigitte Liebig, Jakob)                                                     | 11.880          |
| 5     | Hannover 96 (Anne-Kathrin Heine, Christa Sander, Marianne Barylla)                                    | 11.528          |
| 6     | SC Tegeler Forst Berlin (Hilde Schubert, Schöttler, George)                                           | 11.496          |

Datum: 4./5. September
fand in Augsburg statt

### Waldlauf–1125m
| Platz | Athletin, Verein                                       | Zeit (min) |
| ----- | ------------------------------------------------------ | ---------- |
| 1     | Antje Gleichfeld, geb. Braasch (LG Alstertal-Garstedt) | 3:37,8     |
| 2     | Christa Luczak (VfL Wolfsburg)                         | 3:42,1     |
| 3     | Gerlinde Hefner (Regensburger Turnerschaft)            | 3:43,2     |
| 4     | Uta Hemprich (1. FC Kaiserslautern)                    | 3:43,3     |
| 5     | Christa Basche (VfL Wolfsburg)                         | 3:48,4     |
| 6     | Liane Winter (VfL Wolfsburg)                           | 3:50,2     |

Datum: 25. April
fand in Köngen statt

### Waldlauf–1125m, Mannschaftswertung
| Platz | Verein, Besetzung                                                                      | (Pkte)               |
| ----- | -------------------------------------------------------------------------------------- | -------------------- |
| 1     | VfL Wolfsburg (Christa Luczak, Christa Basche, Liane Winter)                           | 08 (Plätze 02/5/6)   |
| 2     | SCC Berlin (Fiedler, Bex-Fuhlrott, Neumann)                                            | 30 (Plätze 10/13/25) |
| 3     | Regensburger Turnerschaft (Gerlinde Hefner, Christl Schmidt-Lehnert, R. Hefner)        | 35 (Plätze 03/19/31) |
| 4     | Post-SG Mannheim (Rosemarie Nitsch, Sigrid König, Hoffmann)                            | 36 (Plätze 07/12/37) |
| 5     | OSC Waldniel (Maria Strickling – geb. Inderfurth, Anni Pede – geb. Erdkamp, Gramatzky) | 41 (Plätze 14/15/32) |
| 6     | Hamburger SV (Melchert, Helga Henning, Reimer)                                         | 45 (Plätze 19/26/34) |

Datum: 25. April
fand in Köngen statt

## Fotos
- fotolibra.com-gallery, viele Fotos zu den Meisterschaften 1965, fotolibra.com, abgerufen am 21. April 2021
- DJV-Bildportal, Antje Gleichfeld, 400 m / 800 m, djv-bildportal.de, abgerufen am 21. April 2021
- DJV-Bildportal, 4 × 400-m-Staffel Männer, djv-bildportal.de, abgerufen am 21. April 2021
- DJV-Bildportal, Lothar Reinshagen, Marathonlauf, djv-bildportal.de, abgerufen am 21. April 2021

## Video
- Filmausschnitte u. a. von den Deutschen Leichtathletik-Meisterschaften auf filmothek.bundesarchiv.de, Bereich: 0:00 min bis 2:11 min, abgerufen am 21. April 2021